# Wan Jiyuan
Wan Jiyuan (født 13. juli 2002) er en kinesisk basketballspiller som deltog i de olympiske lege 2020.